# 格兰菲迪酒厂

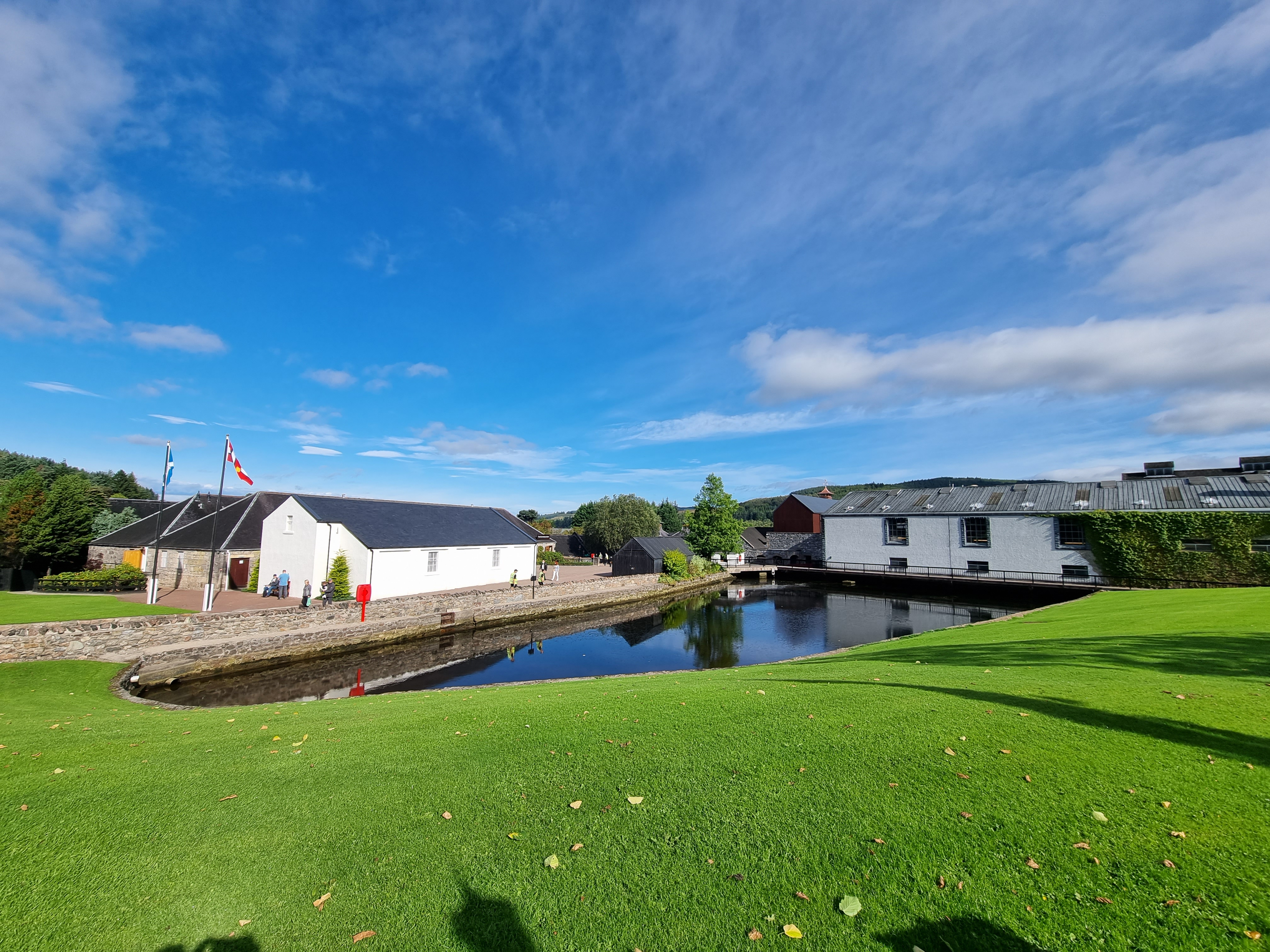
格兰菲迪酒厂

格兰菲迪酒厂 是格蘭父子旗下位於蘇格蘭慕禮的一個威士忌酿酒厂,。格兰菲迪这个名字源自苏格兰盖尔语，意思是“鹿的山谷”，因此格兰菲迪的logo上有一個雄性鹿科動物。 格兰菲迪酒厂成立於1886年。 